# Дворецкий, Бернад Николаевич
Бернад Николаевич Дворецкий — советский хозяйственный, государственный и политический деятель.

## Биография
Родился в 1923 году в селе Рудня. Член КПСС с 1947 года.
Участник Великой Отечественной войны. С 1945 года — на хозяйственной, общественной и политической работе. В 1945—1986 гг. — колхозник, зоотехник, старший зоотехник, директор Мамлютского совхоза, первый заместитель председателя Совета министров — министра производства и заготовок Казахской ССР, министр хлебопродуктов Казахской ССР, первый заместитель, заместитель министра заготовок Казахской ССР, директор Всесоюзной школы мастеров-техников-технологов.
Избирался депутатом Верховного Совета СССР 6-го созыва. Делегат XXII съезда КПСС.
Живёт в Алма-Ате.